# The 'Nam
The 'Nam va ser una sèrie de còmics  bèl·lics que detallava la guerra dels Estats Units a Vietnam des de la perspectiva dels soldats en servei actiu involucrats en el conflicte. Va ser escrita per Doug Murray, inicialment il·lustrada per Michael Golden, editada per Larry Hama i publicada per Marvel Comics durant set anys des del 1986 fins al 1993. Originalment tenia per objecte establir un paral·lel aproximat amb els esdeveniments anàlegs del període de gran participació militar nord-americana al Vietnam entre 1965 i 1973.

## Trama
El còmic està estructurat al voltant de la narració d'un soldat fictici, el soldat de primera classe Edward Marks (encara que a vegades segueix a altres personatges), mentre experimenta fets reals que van ocórrer durant el conflicte. Cada número del còmic ocorre un mes després del número anterior, detallant els esdeveniments que van tenir lloc aproximadament 20 anys abans de la data de publicació.
Els esdeveniments representats són de vegades famosos, com l'Ofensiva del Tet de 1968, i de vegades més personals, més personals, com els que representen la interacció entre soldats o entre soldats i la població local del Vietnam, o entre soldats i les seves famílies, amics i altres persones a els Estats Units  o entre els soldats les seves famílies, amics i altres persones als Estats Units.
Algunes de les històries són típiques del còmic bèl·lic de qualsevol època, com ara la interacció amb un oficial insensible o descripcions del combat, mentre que d'altres són exclusives del Vietnam, com l'experiència dels soldats de permís que porten la càrrega personal de l'animositat dels civils oposats a la guerra. El número 8 va presentar al personatge de Frank Verzyl, un dels anomenats rates de túnel, que va aparèixer de nou breument en el número 26.

## Historial de publicacions
Golden planejava treballar a la sèrie de Batman per a DC Comics quan Hama li va proposar el concepte del còmic. Golden s'havia cansat de dibuixar superherois i estava buscant fer una cosa diferent: «Sent part d'aquesta generació, volia fer això». Murray es va sorprendre quan Shooter va donar llum verda a la sèrie, encara que va imaginar que seria perquè «volia provar diferents experiments en diferents subgèneres». Fins i tot llavors, Murray va pensar que no podria durar més de 12 números, però es va vendre bastant bé, i el primer número va superar a X-Men el mes que va sortir.
Murray volia treballar en una sèrie aprovada pel Comics Code Authority per a arribar a un públic més ampli. Va dir: «Volia una manera d'explicar almenys una part de la història als nens i potser fer que altres persones també en parlessin.». No obstant això, a causa del Codi, no va poder abordar qüestions com el consum de drogues o incloure paraulotes. Hama i Murray volien ignorar la política i centrar-se en la guerra des del punt de vista del soldat d'infanteria mitjà. Murray va dir que el còmic era «una visió bastant precisa de la forma en què el soldat mitjà veia la guerra. Era fora de l'experiència quotidiana. El món era en una altra lloc».
Murray va decidir fer la historià en temps real perquè un número equivalgués a un mes, amb la finalitat de transmetre el concepte de curt termini. Va dir: «Literalment, tots tenien un calendari que registrava quant temps havien de ser al país. Realment volia una manera de reflectir això en la historia». Les accions del 23.º Regiment d'Infanteria es van basar en fets reals. Això no significava que estiguessin presents en totes les accions descrites en el llibre, només que aquest esdeveniment històric realment va ocórrer. A més, cada número incloïa un glossari al final del llibre que explicava l'argot autèntic dels personatges.
Es van produir molts canvis en la sèrie després dels primers 12 números. Es va abandonar l'ús de paper de periòdic en favor d'un paper més polit amb major intensitat de color. L'artista Michael Golden també va ser reemplaçat. Murray es va anar quan es van produir canvis en les polítiques editorials. Do Daley es va fer càrrec i va voler incloure superherois i no continuar la sèrie en temps real. Si hagués continuat amb el llibre, Murray volia que el personatge principal del primer any, Ed Marks, tornés a Vietnam com a reporter i tractés el tema de l'Agent Taronja.
De 1988 a 1989, Marvel va publicar deu números de The 'Nam Magazine, que va reimprimir en blanc i negre els primers vint números del còmic en paper en grandària de revista.
Don Lomax, veterà de Vietnam, creador del títol independent Vietnam Journal, es va fer càrrec de la redacció de The 'Nam a principis de la dècada de 1990. La caiguda en les vendes va portar a Marvel a incloure al llavors popular personatge Punisher en diverses aparicions especials en The 'Nam durant aquest període. Després de la conclusió de la sèrie, es va publicar una espècie d'epíleg en forma de número especial de Punisher titulat The Punisher in the 'Nam: Final Invasion, que incloïa els números 85 i 86 no publicats.
El personatge Michael «Ice» Phillips tornaria a aparèixer en The Punisher War Journal, vol. 1, núm. 52-53, i The Punisher War Zone, vol. 1, núm. 27-30.

## Premis
Durant la seva publicació, The 'Nam va ser nominada en la categoria de Millor Sèrie Nova dels premis Jack Kirby de 1987.

## Recepció
El veterà dels marines i exeditor de Newsweek, William Broyles, Jr., va elogiar el còmic per tenir «una certa crua realitat», encara que Jan Scruggs, president del Fons Commemoratiu dels Veterans de Vietnam, va qüestionar si la guerra de Vietnam hauria de ser el tema d'un còmic per si pogués trivialitzar-la. L'Organització Bravo, un grup notable de veterans de Vietnam, va elogiar la publicació com «la millor representació mediàtica de la guerra de Vietnam», superant a Platoon d'Oliver Stone.

## Edicions recopilatòries
- Volume 1 (recopila The 'Nam, núm. 1-4), 1987, 96 pàg. ISBN 0-87135-284-2
- Volume 2 (recopila The 'Nam, núm. 5-8), 1988, 96 pàg. ISBN 0-87135-352-0
- Volume 3 (recopila The 'Nam, núm. 9-12), 1989, 96 pàg. ISBN 0-87135-543-4
- The 'Nam (recopila The 'Nam, núm. 1-4), Marvel's Finest, 1999, 96 pàg. ISBN 0-7851-0718-5
- The 'Nam (recopila The 'Nam, núm. 1-10), 2009, 248 pàg. ISBN 978-0-7851-3750-4
- The 'Nam (recopila The 'Nam, núm. 11-20), 2010, 240 pàg. ISBN 978-0-7851-4957-6
- The 'Nam (recopila The 'Nam, núm. 21-30 i històries curtes de Savage Tales, vol. 2, núm. 1 i 4), 2011, 248 pàg. ISBN 978-0-7851-5898-1

## Edicions en castellà
- Viet'Nam. Barcelona: Comics Forum, 1988-1991, núm. 1-36, edició de grapa. Conté els números de The Nam de l'1 al 42.[9]
- The 'Nam: Primera patrulla. Barcelona: Panini Comics, 2011. Sèrie The 'Nam, núm. 1. Conté els números de The 'Nam de l'1 al 10. ISBN 978-8-4988-5833-4
- The 'Nam: Campo de batalla. Barcelona: Panini Comics, 2011. Sèrie The 'Nam, núm. 2. Conté els números de The 'Nam de l'11 al 20. ISBN 978-8-4988-5879-2
- The 'Nam: Hermanos de sangre. Barcelona: Panini Comics, 2012. Sèrie The 'Nam, núm. 3. Conté els números de The 'Nam del 21 al 30, i els números 1 i 4 de Savage Tales. ISBN 978-8-4988-5952-2